# Vidocq (Fernsehserie)
Vidocq war eine französische Schwarzweiß-Fernsehserie, die in 13 Folgen zwischen Januar und April 1967 vom französischen Fernsehsender ORTF ausgestrahlt wurde. Regie führte Claude Loursais.

## Handlung
Die Fernsehserie wurde nach Motiven aus den Memoiren von Eugène François Vidocq erstellt und stellt die Abenteuer des früheren Gefängnisinsassen, der zum Polizisten wird, dar. Sie spielt Anfang des 19. Jahrhunderts.

## Episodenliste
1. L'éternel évadé (ou Le mort vivant) (Erstsendung: 7. Januar 1967)
2. La bijouterie Jacquelin (ou L'éternel évadé) (Erstsendung: 14. Januar 1967)
3. Vidocq et les faux témoins (Erstsendung: 21. Januar 1967)
4. Vidocq à Bicêtre (Erstsendung: 28. Januar 1967)
5. Le crime de la Mule Noire (Erstsendung: 4. Februar 1967)
6. L'armée roulante (Erstsendung: 11. Februar 1967)
7. La baraque aux 36 étoiles (Erstsendung: 18. Februar 1967)
8. Les Olympiens (Erstsendung: 25. Februar 1967)
9. L'auberge de la Mère Tranquille (Erstsendung: 4. März 1967)
10. Le mariage de Vidocq (Erstsendung: 11. März 1967)
11. Le système du docteur Terrier (Erstsendung: 18. März 1967)
12. À vous de jouer, Monsieur Vidocq ! (Erstsendung: 25. März 1967)
13. Le chapeau de l'empereur (Erstsendung: 1. April 1967)